# Saint-Martin-de-Bonfossé
Saint-Martin-de-Bonfossé is een gemeente in het Franse departement Manche (regio Normandië) en telt 520 inwoners (2004). De plaats maakt deel uit van het arrondissement Saint-Lô.

## Geografie
De oppervlakte van Saint-Martin-de-Bonfossé bedraagt 12,8 km², de bevolkingsdichtheid is 40,6 inwoners per km².
De onderstaande kaart toont de ligging van Saint-Martin-de-Bonfossé met de belangrijkste infrastructuur en aangrenzende gemeenten.

## Demografie
Onderstaande figuur toont het verloop van het inwonertal (bron: INSEE-tellingen).

1. ↑  Populations de référence 2022.